# RCS La Forestoise
RCS La Forestoise – belgijski klub piłkarski, mający siedzibę w mieście Bruksela, w stolicy kraju.

## Historia
Chronologia nazw:
- 20.05.1909: CS La Forestoise
- 27.07.1935: Royal CS La Forestoise
- 1.07.1996: klub rozwiązano - po fuzji z Royal Uccle-Léopold FC (nr 5)

Piłkarski klub Cercle sportif La Forestoise został założony w gminie Forest stolicy Bruksela 20 maja 1909 roku. Wcześniej w gminie występował klub Olympia. 24 sierpnia 1911 klub dołączył do Belgijskiego Związku Piłki Nożnej, zwanym wtedy jako Union belge des sociétés de sports athlétiques (UBSSA). Do 1921 zespół grał w rozgrywkach regionalnych. W sezonie 1921/22 debiutował w drugiej klasie, zwanej Promotion, ale zajął 11.miejsce i spadł z powrotem do rozgrywek lokalnych. Po roku wrócił do Promotion, gdzie po zajęciu drugiego miejsca w grupie B walczył w barażach o awans do pierwszej klasy, ale bez sukcesu. W sezonie 1925/26 znów zajął drugie miejsce w grupie A i tym razem w barażach zdobył awans do Division d'Honneur. Po reorganizacji systemu lig druga klasa otrzymała nazwę Division 1, a trzecia klasa - Promotion. 
W grudniu 1926 roku w belgijskiej piłce nożnej powstał rejestr matriculaire, czyli rejestr klubów zgodnie ich dat założenia. Léopold otrzymał nr rejestracyjny matricule 51. W debiutowym sezonie 1926/27 zajął ostatnie 14.miejsce w Division d'Honneur i spadł do Division 1. 27 lipca 1935 roku klub został uznany przez "Société Royale" w związku z czym przemianowany na Royal CS La Forestoise. W kolejnych sezonach występował w drugiej klasie (do 1939). Po przerwie związanej z II wojną światową, w sezonie 1941/42 zwyciężył w grupie A Division 1 i awansował po raz drugi do Division d'Honneur. W sezonie 1946/47 po raz ostatni zagrał w najwyższej klasie, ale po zajęciu 15.miejsca został zdegradowany do drugiej dywizji. Dwa lata później, w 1949 klub został zdegradowany dalej do Promotion. W 1953 dywizja Promotion otrzymała nazwę Division 3. Od 1959 do 1968 zespół grał w czwartej klasie, a potem wrócił do Division 3. W kolejnych latach klub balansował pomiędzy trzecią a czwartą dywizjami, aż od 1981 zadomowił się w czwartej klasie, a w 1992 zajął ostatnie 14 miejsce i spadł do rozgrywek regionalnych. W 1996 roku nastąpiła fuzja z Royal Uccle-Léopold FC (nr 5), po czym klub przyjął nazwę Royal Uccle Forestoise Léopold. Po fuzji klub zaprzestał istnieć.

## Sukcesy

### Trofea międzynarodowe
Nie uczestniczył w rozgrywkach europejskich (stan na 31-05-2016).

### Trofea krajowe
| \| \| Zdobyte trofea w rozgrywkach Belgii (stan na: 31-03-2017) \| |                                                           |      |                                      |
| Rozgrywki                                                          | Osiągnięcie                                               | Razy | Sezon(y)                             |
| Mistrzostwo                                                        | I miejsce                                                 | 0    |                                      |
| Mistrzostwo                                                        | II miejsce                                                | 0    |                                      |
| Mistrzostwo                                                        | III miejsce                                               | 0    |                                      |
| Mistrzostwo                                                        | 10.miejsce                                                | 1    | 1943/44                              |
| Puchar                                                             | zdobywca                                                  | 0    |                                      |
| Puchar                                                             | finalista                                                 | 0    |                                      |
| Puchar                                                             | 1/8 finału                                                | 1    | 1926/27                              |
| II liga                                                            | I miejsce                                                 | 1    | 1941/42 (serie A)                    |
| II liga                                                            | II miejsce                                                | 2    | 1923/24 (serie B), 1925/26 (serie A) |
| II liga                                                            | III miejsce                                               | 1    | 1929/30                              |
| Belgia                                                             | Zdobyte trofea w rozgrywkach Belgii (stan na: 31-03-2017) |      |                                      |

## Stadion
Klub rozgrywał swoje mecze domowe na stadionie Stade de Forest w Brukseli, który może pomieścić 1000 widzów.